# Siedlec Duży
Siedlec Duży – wieś w Polsce położona w województwie śląskim, w powiecie myszkowskim, w gminie Koziegłowy.
Siedlec był wsią biskupstwa krakowskiego w księstwie siewierskim w końcu XVI wieku. W latach 1975–1998 miejscowość administracyjnie należała do województwa częstochowskiego.

## Nazwa
Nazwę miejscowości w zlatynizowanej staropolskiej formie Syedlyecz wymienia w latach (1470–1480) Jan Długosz w księdze Liber beneficiorum dioecesis Cracoviensis. Z miejscowością wiąże się nazwisko Jana Koziegłowskiego wymienianego przez Długosza jako właściciela miejscowości.